# Kh-58
Raduga Kh-58 là một loại tên lửa chống bức xạ được Liên Xô phát triển. Nó có tên ký hiệu của NATO là AS-11 Kilter. Tên mã của Nga là Izdeliye 112.

## Phát triển
Kh-58 được phát triển nhằm thay thế cho Kh-28 (AS-9 'Kyle'). Năm 1992, Kh-58 được nâng cấp.

## Thiết kế
Tên lửa được lập trình các thông số về mục tiêu trước khi được phóng bởi các cảm biến trong máy bay phóng đạn tự hành hay từ các thiết bị cảm biến gắn ngoài của máy bay.

## Lịch sử hoạt động
Kh-58 được phát triển năm 1978, và Kh-58A năm 1992.

## Biến thể
- Kh-58 - phiên bản ban đầu tiêu diệt các mục tiêu trên đất liền
- Kh-58A - thiết kế đặc biệt tiêu diệt các mục tiêu trên biển.[2]

## Quốc gia sử dụng

### Hiện nay
- Nga

### Trước kia
- Liên Xô